# Myriam Fares
Myriam Fares (in arabo ميريام فارس‎?; Kfar Shlel, 3 maggio 1983) è una cantante libanese.

## Biografia
Fares Myriam è nata a Kfar Shlel, un piccolo villaggio nel sud del Libano vicino al villaggio di Kfar Hatta. Inizia a studiare danza classica dall'età di cinque anni. Il suo sogno di diventare una ballerina professionista comincia a realizzarsi quando a nove anni è accettata nel programma televisivo Al Mawaheb Al Saghira su Tele Libano aggiudicandosi il primo premio in danza orientale. In seguito si iscrive al Conservatorio Nazionale di Musica dove studia musica per quattro anni.
A sedici anni partecipa al Festival della Canzone del Libano, dove vince il primo premio. A diciassette anni partecipa al Fan Studio 2000 come rappresentante del suo distretto e anche in quell'occasione si aggiudica il primo premio. A vent'anni Myriam firma il suo primo contratto discografico con Music Máster Internacional e il 21 ottobre 2003 incide Myriam, il suo album di debutto.

## Discografia

### Myriam (2003)
1. Ana Wel Shoq
2. Anas Zaim Habibi
3. La Tis'alni
4. Shou Badou
5. Inta el Hayat
6. Ahebbak Heil
7. Hal Gharam Mish Gharam
8. Ya Alem Bil Hal

### Nadini (2005)
1. Nadini
2. Aanadiya
3. Hasisni Beek
4. Haklek Rahtak
5. Leih Habibi
6. Maarafsh Had Bel Esmi Da
7. Haset B Aman
8. Khalini Teer
9. Zaalan Menni
10. Waheshni Eih

### Bet'oul Eih (2008)
1. Mouch Ananiya
2. Eih Yalli Byohsal
3. Bet'oul Eih
4. Betrouh
5. Iyyam El Chitti
6. Ana Albi Lik
7. Ala Khwana
8. Law Konte Radi
9. Moukanoh Wein

### Min Oyouni (2011)
1. Min Oyouni
2. Khalani
3. Walaou
4. Ya Sariah
5. Ah Youma
6. Artah
7. Sid Al Koul
8. Atlah
9. Kether Al Khayel
10. Min Oyouni (strumentale)
11. Khalani (strumentale)